# Angelo Weiss
Angelo Weiss (né le 9 février 1969 à Trente, dans le Trentin-Haut-Adige) est un ancien skieur alpin italien.

## Palmarès

### Coupe du Monde
- Meilleur classement final : 35e en 2000.
- 1 victoire.

### Saison par saison
- Coupe du Monde 2000:
  - Slalom : 1 victoire (Chamonix,  France).